# Le Pont-de-Claix
Le Pont-de-Claix là một xã thuộc tỉnh Isère trong vùng Rhône-Alpes đông nam nước Pháp. Xã này nằm ở khu vực có độ cao trung bình 309 mét trên mực nước biển. Theo điều tra dân số năm 1999 của INSEE có dân số là 11.600 người.